# 埼玉県道270号吉田久長秩父線

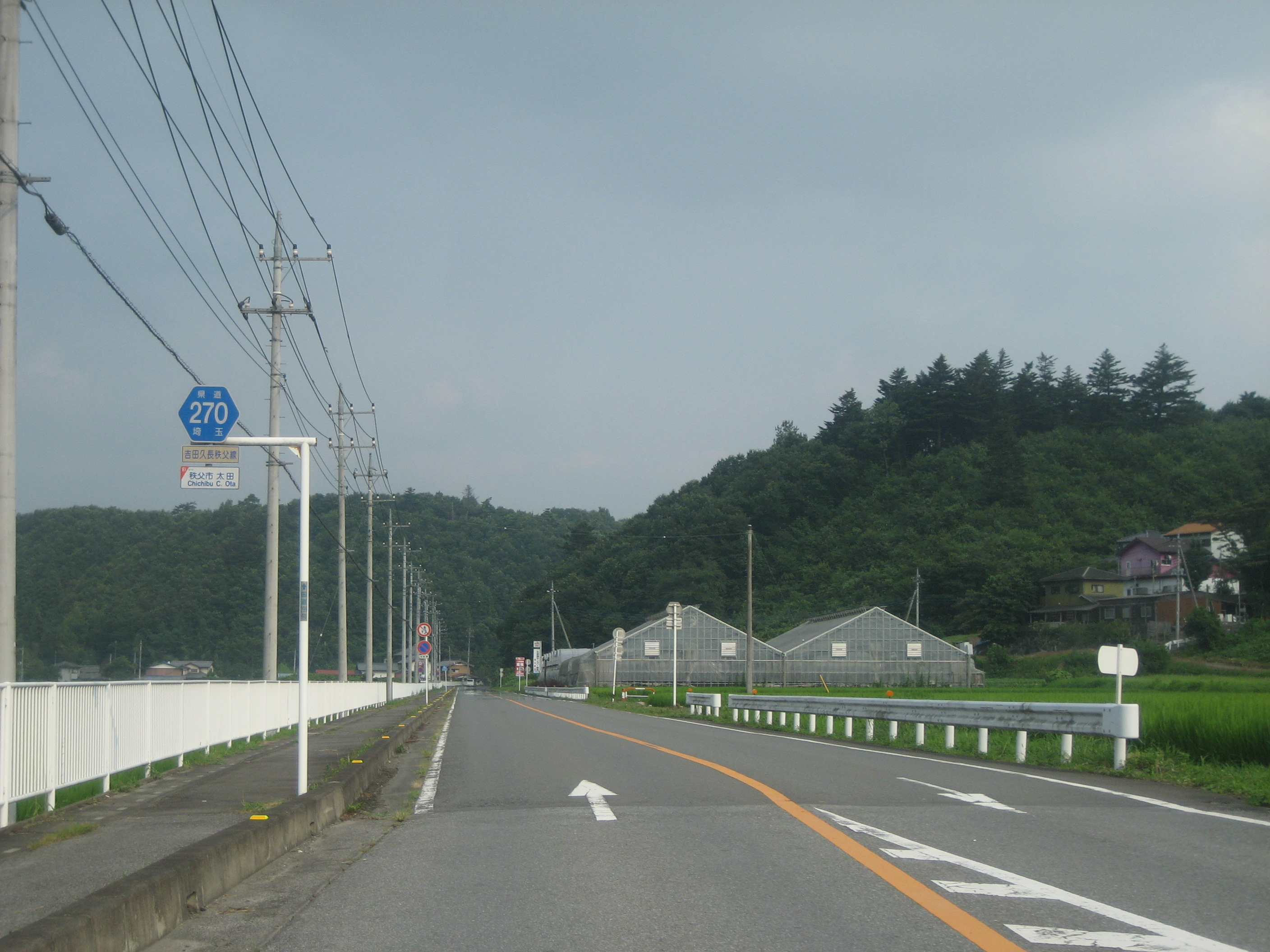
秩父市内

埼玉県道270号吉田久長秩父線（さいたまけんどう270ごう よしだひさながちちぶせん）は、埼玉県秩父市を走る都道府県道である。

## 概要
2021年4月公表の秩父市都市計画マスタープランでは地域連携軸を担う道路と位置付けられているが、一部区間には道路の幅員が狭く自動車同士の対向が難しい場所がある。
- 起点：埼玉県秩父市吉田久長[3]（埼玉県道37号皆野両神荒川線交点）
- 終点：埼玉県秩父市[1][2]（国道299号交点）
- 総延長：4.702 km[1]
- 実延長：4.702 km[1]

## 歴史

### 年表
- 1960年（昭和35年）9月1日：埼玉県告示第652号により、埼玉県道に認定される[2]。
- 2007年（平成19年）4月1日： 埼玉県告示第561号により、路線名が埼玉県道270号久長秩父線から埼玉県道270号吉田久長秩父線へ変更された[3]。合わせて、起点も吉田町大字久長から秩父市吉田久長に変更された[3]。

## 路線状況

### 道路施設
- 奈良川橋（ならかわはし）[6]
  - 赤平川に架かる全長約167 mの橋[6]。

### 交通量
24時間自動車類交通量（上下合計）（単位：台）　道路交通センサス
| 調査地点          | 平成17（2005）年度 | 平成22（2010）年度 | 平成27（2015）年度 |
| ----------------- | ------------------ | ------------------ | ------------------ |
| 秩父市伊古田202-1 | 1,497              | 3,453              | 3,970              |

- 出典：国土交通省ホームページ「平成22年度全国道路・街路交通情勢調査 一般交通量調査 箇所別基本表（埼玉県）」p.59、「平成27年度全国道路・街路交通情勢調査 一般交通量調査 箇所別基本表（埼玉県）」p.51

## 地理

### 通過する自治体
- 埼玉県
  - 秩父市

### 接続・交差する道路
| 交差する道路                   | 交差点名・IC名 | 所在地 | 所在地   | 備考           |
| ------------------------------ | -------------- | ------ | -------- | -------------- |
| 埼玉県道37号皆野両神荒川線     |                | 秩父市 | 吉田久長 | 起点           |
| 埼玉県道43号皆野荒川線         |                | 秩父市 | 品沢     |                |
| 国道140号 （皆野秩父バイパス） | 秩父蒔田IC     | 秩父市 | 蒔田     | 皆野町方面のみ |
| 国道299号                      | 蒔田           | 秩父市 | 蒔田     | 終点           |

### 沿線の施設
- 秩父みどりが丘工業団地
- 秩父市立大田小学校
- 秩父市立大田中学校